# جان ونلوک، نخستین بارون ونلوک
جان ونلوک، نخستین بارون ونلوک (انگلیسی: John Wenlock, 1st Baron Wenlock; – ۱ ژانویهٔ ۱۴۷۱) کاخ‌دار، و سیاستمدار اهل پادشاهی انگلستان بود. وی همچنین برندهٔ جوایزی همچون نشان بند جوراب شده است.